# Аморда
Аморда — река в России, правый приток Инсара, протекает по Лямбирскому и Ромодановскому районам Мордовии. Длина реки составляет 47 км, площадь водосборного бассейна — 608 км². Устье находится в 51 км от устья Инсара. В 9,5 км от устья принимает справа реку Сухая Аморда.
Исток реки у деревни Старая Уда на границе с Кочкуровским районом в 18 км к востоку от центра города Саранск. Река течёт на север и северо-запад, протекает сёла Протасово и Михайловка, деревни Старая и Новая Уда, Белотроицкий (Лямбирский район); сёла Лыковщина, Пятина, Малые Березники и Кочуново (Ромодановский район). Притоки — Сухая Аморда, ручей Аморда, река Гремячка (правые); ручей Кочуновский, река Инятка (левые). Впадает в Инсар у деревни Ивановка в 5 км к северо-востоку от посёлка Ромоданово.

## Данные водного реестра
По данным государственного водного реестра России относится к Верхневолжскому бассейновому округу, водохозяйственный участок реки — Алатырь от истока и до устья, речной подбассейн реки — Сура. Речной бассейн реки — (Верхняя) Волга до Куйбышевского водохранилища (без бассейна Оки).
Код объекта в государственном водном реестре — 08010500212110000038468.